# Calometopus luridus
Calometopus luridus är en skalbaggsart som beskrevs av Gilbert John Arrow 1922. Calometopus luridus ingår i släktet Calometopus och familjen Cetoniidae. Inga underarter finns listade.